# Ворув
Ворув (пол. Worów) — село в Польщі, у гміні Груєць Груєцького повіту Мазовецького воєводства.
Населення — 280 осіб (2011).
У 1975-1998 роках село належало до Радомського воєводства.

## Демографія
Демографічна структура станом на 31 березня 2011 року:
|          | Загалом | Допрацездатний вік | Працездатний вік | Постпрацездатний вік |
| -------- | ------- | ------------------ | ---------------- | -------------------- |
| Чоловіки | 130     | 23                 | 92               | 15                   |
| Жінки    | 150     | 16                 | 97               | 37                   |
| Разом    | 280     | 39                 | 189              | 52                   |